# Glossosoma privatum
Glossosoma privatum är en nattsländeart som beskrevs av Mclachlan 1884. Glossosoma privatum ingår i släktet Glossosoma och familjen stenhusnattsländor. Inga underarter finns listade i Catalogue of Life.